# Viktorija Borsjtjenko
Viktorija Borsjtenko (ukrainsk: Вікторія Борщенко, født 5. januar 1986 i Kherson) er en kvindelig ukrainsk håndboldspiller, som spiller for Rostov-Don og det ukrainske landshold. Hun flyttede til Rostov-Don i 2013.